# Karl-Heinrich Hasenritter
Karl-Heinrich Hasenritter (* 24. September 1948 in Eidengesäß) ist ein deutscher Jurist und emeritierter Hochschullehrer.

## Leben
Hasenritter arbeitete nach dem Studium der Rechtswissenschaft von 1967 bis 1972 und dem juristischen Referendariat (1972–1975) zunächst als Referent in der Verwaltung an der Hochschule für Wirtschaft und Politik in Hamburg und an der Gesamthochschule Kassel, danach als kommunalpolitischer Referent des Kassler Oberbürgermeisters Hans Eichel und Geschäftsführer des Zweckverbandes Raum Kassel.
Hasenritters juristische Promotion erfolgte 1979 an der Universität Hamburg.
Ab Juli 1980 lehrte Hasenritter als Professor an der Fachhochschule für öffentliche Verwaltung NRW am Studienort Hagen zunächst die Fächer Staatsrecht und Kommunalrecht, ab 1984 Organisation und Management in der öffentlichen Verwaltung. Seit 1. Januar 2012 ist Hasenritter im Ruhestand.
Zur Durchführung von Forschungs-, Entwicklungs- und Beratungsvorhaben war Hasenritter insgesamt 11 Jahre beurlaubt. Gutachterliche und beratende Tätigkeiten für die Deutsche Gesellschaft für Technische Zusammenarbeit (GTZ) und im Auftrag der Europäischen Union führten ihn bisher in Schlüsselinstitutionen und Projekte der folgenden Länder: Türkei, China, Turkmenistan, Aserbaidschan, Rumänien, Bulgarien, Bosnien, Montenegro, Kosovo, Mazedonien, Jordanien, Jemen, Algerien, Gambia, Sierra Leone, Malawi, Sambia, Tschad, Thailand und Jamaika.

## Forschung und Entwicklung
Gemeinsam mit Heinz-Dieter Lübbert vom Märkischen Kreis und Jochen C. Müller von der Stadt Netphen entwickelte das Team unter seiner Leitung von 1983 bis 1985 an der Fachhochschule für öffentliche Verwaltung einen Softwareprototypen für die computergestützte Sachbearbeitung im Sozialamt, basierend auf einer wissenschaftlich fundierten Berufsfeldanalyse. Gefördert vom Bundesministerium für Forschung und Entwicklung als Pilotprojekt mit den Städten Bremen und Herten sowie der Verbandsgemeinde Untermosel, führte dieses Kernteam von 1985 bis 1989 den Softwareprototypen bis zur Anwendungsreife mit dem Namen PROSOZ.
Die Rechte an dieser Software wurden 1989 an die neu gegründete PROSOZ-Institut Herten GmbH übertragen. Die entsprechenden Softwareprodukte für die kommunalen Sozialleistungen sind bis heute Marktführer in Deutschland. Aktuell beschäftigt die PROSOZ Herten GmbH über 300 Mitarbeiter.
Gefördert vom Bundesministerium für wirtschaftliche Zusammenarbeit mit der GTZ als Durchführungsorganisation, entwickelte ein Team mit internationalen und nationalen Experten im Amt des Ministerpräsidenten der Türkei – Schatzamt – von 1992 bis 1998 unter Hasenritters Leitung ein IT-gestütztes Schuldenmanagement-System für die Türkei und brachte dieses zur Anwendungsreife. Dieses System ist noch heute im Einsatz und hat einen substantiellen Beitrag zur Konsolidierung der türkischen Staatsschulden geleistet.

## Werke (Auswahl)
- Parteiordnungsverfahren und innerparteiliche Demokratie, Heidelberg 1981, 214 S.
- Qualifikationsanforderungen im gehobenen Verwaltungsdienst der Gemeinden: Sachbearbeiter im Sozialamt - Gemeinsam mit H.D. Lübbert, Gelsenkirchen 1985
  - Band 1: Tätigkeitsfeldanalyse, 112 S.
  - Band 2: Hilfe zum Lebensunterhalt, 86 S.
  - Band 3: Hilfe in besonderen Lebenslagen, 90 S.
- Computergestützte Sachbearbeitung im Sozialamt - Dialogsystem PROSOZ, K.-H. Hasenritter, gemeinsam mit J. Müller, Gelsenkirchen 1987, 118 S.
- PROSOZ - Fallstudie über Prozessverlauf und Ergebnisse eines IT-Projektes in der Kommunalverwaltung, Gelsenkirchen 1993, 450 S.
- E-Learning an der Fachhochschule für öffentliche Verwaltung NRW - Strategie und Handlungskonzept, gemeinsam mit F. Braschos, Gelsenkirchen 2002, 229 S.
- Leistungsfähige Administration - Langfristiger Projekterfolg. Ein Beitrag zur Lösung administrativer Probleme in Ländern der Dritten Welt, Hagen 1985, 216 S.
- Entwicklung und Verwaltung - Der Fall Gambia, Gelsenkirchen 1988, 133 S.
- Informatization in the Treasury of the Turkey. The TÜRKTIS-Project, gemeinsam mit Inci Apaydin, in: GTZ (Hrsg.), Politikberatung, Eschborn 1998, 10 S.
- Impact Oriented Police Management, gemeinsam mit A. Straetling, Gelsenkirchen 2007, 38 S.